# Ха Тхи Кау
Ха Тхи Кау (вьет. Hà Thị Cầu) — вьетнамская исполнительница традиционных песен в жанре «сам».
Ха Тхи Кау родилась в 1928 году в провинции Намдинь в семье исполнителей «сам», и в восемь лет начала обучение пению в этом жанре. В детстве переселилась с семьёй в провинцию Ниньбинь. В 18 лет вышла замуж за покровителя нескольких трупп артистов сам Нгуен Ван Мау (Nguyễn Văn Mậu), став его 18-й женой. От него она родила семь детей, из которых четверо умерли от оспы. Через 15 лет Нгуен Ван Мау умер. В старости жила в семье дочери. О финансовой ситуации Ха Тхи Кау говорила:

Бао Дай превратил всех в нищих.
Оригинальный текст (вьет.)Bảo Đại làm hại ăn mày— Tuổi Trẻ
Была неграмотна, однако помнила наизусть и создала множество новых песен и стихов. К примеру, первый всплеск популярности Ха Тхи Кау был вызван её песней 1977 года «Следуя за Партией в вечность» (Theo Đảng trọn đời, тхео данг чон дой) собственного сочинения.
С 1993 года Ха Тхи Кау носила звание «народного мастера» и заслуженной артистки. В 1997 году правительство Вьетнама изучало её пение в рамках программы по сохранению традиционной культуры, носителями которой являются пожилые люди или национальные меньшинства. В 1998 году получила грамоту от радиостанции Голос Вьетнама.
Последнее выступление Ха Тхи Кау прошло 4 января 2011 года в ханойском клубе «сам» Сам Ха Тхань (Xẩm Hà Thành), тогда же ей и девяти другим исполнителям сам были вручены почётные грамоты Центра сохранения и распространения национальной культуры. Помимо этого в 2008 году Ха Тхи Кау была удостоена премии имени Дао Тана за вклад в сохранение народных искусств.
В год смерти Ха Тхи Кау вышел фильм «Красный сам» (Xẩm đỏ, сам до) режиссёра Лыонг Динь Зунга (Lương Đình Dũng), созданный в сотрудничестве с ЮНЕСКО.

## Комментарии
1. ↑  Некоторые источники называют годом рождения 1917-й